# Quetzal fulgent
El quetzal fulgent (Pharomachrus fulgidus) és una espècie d'ocell de la família dels trogònids (Trogonidae) que habita la selva humida de les muntanyes del nord-est de Colòmbia i nord de Veneçuela.